# Пьеве-Сан-Джакомо
Пьеве-Сан-Джакомо (итал. Pieve San Giacomo) — коммуна в Италии, располагается в регионе Ломбардия, в провинции Кремона.
Население составляет 1424 человека (2008 г.), плотность населения составляет 102 чел./км². Занимает площадь 14 км². Почтовый индекс — 26035. Телефонный код — 0372.

## Демография
Динамика населения:

## Администрация коммуны
- Официальный сайт: https://web.archive.org/web/20110919082924/http://sito.rup.cr.it/comune.pievesangiacomo/